# 성별
성별(性別)은 사람이나 동물을 암수나 남녀 등으로 구분짓는 것이다. 현대 영어에서 생물학적 성별은 sex, 사회적 성별은 gender라고 한다.
생물학적인 성별은 성결정계에 의해 결정된다. 성염색체의 배열 상태나 염색체의 총 수에 의해 수컷(웅성)과 암컷(자성)으로 결정되나, 이는 모든 생물에 대해 적용되는 것은 아니며 온도에 의해 성별이 결정되는 생물이나 성별이 없는 생물(무성생식생물)이나 암수한몸인 생물, 성전환을 하는 생물(자웅이숙)도 있다.
인간의 생물학적 성별은 성 염색체 1쌍의 배열 상태에 따라 남성과 여성으로 결정되나 성분화 이상에 따른 예외도 존재한다.
생물학적 성별을 구성하는 요소로는 성염색체, 생식샘, 성징 등이 존재한다. 간성인 사람은 이러한 요소가 일치하지 않는다.
사회적 성별은 젠더라고 한다. 인간의 경우에는 스스로 생각하는 성별 정체성이 생물학적 성별과 다르거나 성징을 바꾸기를 소망하여 성별 불쾌감을 겪는 사람도 존재한다. 그러한 사람 가운데는 성전환 수술을 받아 신체적인 성별을 바꾸기를 원하는 사람도 있으며, 상당수 국가에서는 그런 사람에게 성별 정정을 허용하여 원하는 성별로 대우받을 수 있게 하고 있다. 그러나 반대 성별의 생식 능력을 얻는 것은 불가능한 상황이다.

## 생물학적 성별
유성 생식은 일반 세포의 절반의 염색체를 가진 생식세포가 결합하여 개체가 되는 생식 방식이다.
유성 생식은 동형접합(Isogamy)과 이형접합(Anisogamy)으로 나뉜다. 동형접합을 하는 생물은 생식세포의 크기 차이가 없어, 개체에 따라 생식 역할이 조금 다른 경우도 있지만 명확한 암수 구분이 어렵다. 이때 서로 다른 생식 역할을 교배형(mating type)이라고 한다.
이형접합(Anisogamy)이란 생식세포의 크기에 차이가 나는 경우를 말한다. 수컷의 정세포는 작고 이동성이 있는데, 주로 동물의 정세포를 정자(spermatozoon)라고 부른데, 암컷의 생식세포는 크고 이동성이 적어 난자라고 한다.
종자식물은 꽃가루가 암술에 묻는 방식으로 수정이 이루어진다.
생물학적 성별에 따라 달라지는 특징을 성징이라고 부른다. 암컷과 수컷 사이에는 생식기 이외에도 신체에 차이가 존재하는데, 이를 성적 이형성이라고 부른다.
생물학적인 성별이 결정되는 체계를 성결정계라고 부른다. 염색체에 의한 성결정을 취하는 생물의 경우, 성 염색체의 배열 상태나 염색체의 총 수에 의해 수컷(웅성)과 암컷(자성)으로 결정되며, XY나 XO 성결정계에서는 암컷이 XX 염색체를, ZW나 ZO 성결정계에서는 수컷이 ZZ 염색체를 가지고 있다. 이는 모든 생물에 대해 적용되는 것은 아니며 온도에 의해 성별이 결정되는 생물이나 성별이 없는 생물(무성생식생물)이나 암수한몸인 생물, 성전환을 하는 생물(자웅이숙)도 있다. 성염색체가 있는 생물에서, 암수에 관계 없이 같은 상동염색체가 있는 경우를 상염색체, 암수에 따라 종류나 조합이 다른 경우를 성염색체라고 한다.
인간은 XY 성결정계로서 일반적으로 여성은 XX 성염색체, 남성은 XY 성염색체를 가지고 있다. 인간의 성 결정은 Y 염색체에 있는 정소결정인자에 의해 고환의 발달과 항뮐러관 호르몬(AMH) 분비에 따른 뮐러관의 소멸이 시작되고, 테스토스테론과 디하이드로테스토스테론에 의해 남성의 외성기가 발달한다. 고환의 형성에 작용하는 다른 유전자도 존재한다. 뮐러관은 질 하부와 난소를 제외한 여성의 내성기로 발달하는 기관이다.
여성의 성 분화 과정은 아직 명확하게 규명되지 않은 상태이다.
인간의 생식 기능에 관여하는 유전자들은 여러 염색체에 있지만, 정자의 생산에 필수적인 유전자는 Y 염색체에도 존재한다.
인간의 성징은 태아 시기에 생식샘의 유형과 성기의 모양이 결정되는 1차 성징이 나타나며, 사춘기에 성호르몬의 영향을 받아 생식능력이 성숙하고 성별에 따른 외모와 몸매의 차이가 커지는 2차 성징이 나타난다. 

### 성분화 이상과 간성
성 분화 과정에 작동하는 유전자에 이상이 있거나 염색체의 총수에 이상이 있거나, 성호르몬의 합성이나 작용 등에 이상이 있거나, 성기에 선천적으로 이상이 있으면 전형적이지 않은 성징이 나타나는데 이를 성분화 이상이라고 하며 염색체, 생식샘, 성 호르몬, 성기가 남녀 어느쪽에 맞지 않는 경우는 간성이라고 한다.
간성의 경우 표현형이 성염색체나 SRY의 유무와 일치하지 않을 수 있다.
간성인의 법적 권리나 사회적 측면에 대해서는 다른 문단에서 서술한다.

### 짝짓기와 교배, 성교
유성 생식을 하는 생물의 생식세포가 융합되는 과정을 수정이라고 한다. 체내수정을 하는 동물은 짝을 찾아서 교미를 하며, 체외수정을 하는 동물도 개구리처럼 암컷이 산란한 뒤에 수컷이 사정하는 방식으로 교미하는 동물도 있다. 포유류는 체내수정을 하며 오리너구리 같은 예외를 제외하고 암컷의 자궁에서 태아를 키운뒤 출산한다. 주로 인간의 짝짓기를 성교라고 부른다. 인간은 친밀감을 확인하거나 쾌락을 얻거나 자식을 얻기 위해 성교를 한다.

## 젠더 (사회적 성)
젠더(Gender) 또는 사회적 성(社會的 性)은 여성성과 남성성을 비롯한 사회적, 문화적인 성을 의미한다. 성 역할이나 젠더표현(성별 표현), 성정체성 등이 속한다.
사회의 젠더 체계에는 남성과 여성의 두가지 성이 존재하며, 대부분의 사회는 전통적으로는 이 두가지의 성만을 인정해왔다. 그러나 전통적인 제3의 성이 있는 사회도 있다. 최근에는 젠더퀴어나 논바이너리 등 젠더 이분법에 어긋난 젠더를 가진 사람이 많아지는 중이다.
성 역할은 어떤 성별에 적절하다고 여겨지는 역할이다. 예를 들어 남성은 거친 일, 여성은 좀더 서비스나 돌봄 따위에 관련된 일을 해야 한다는 고정관념이 아직 상당수의 사람에게 남아있으나, 오늘날에는 성 역할 구분에 대한 관념이 약해지고 있다.
성적 지향은 성적 특질에 대한 이끌림을 말한다. 과반수의 사람은 이성애자로서 자신과 다른 성별에 이끌린다. 이성애자와 동성애자, 양성애자등의 비율은 분류 기준에 따라 달라질 수 있다.
성정체성은 개인이 어떤 성별이나 젠더에 속한다는 자기 정체성을 말한다. 생물학적인 성별이나 길러진 성별과 같을 수도 다를 수도 있다. 
젠더학(Gender studies) 또는 젠더 연구는 젠더에 대한 분야를 연구하는 사회학의 분과이다. 젠더학의 분과로 여성을 연구하는 여성학, 남성을 연구하는 남성학, 퀴어를 연구하는 퀴어학이 있다.
젠더 표현은 행동을 통해 어떤 젠더에 속하는 것처럼 표현하는 일이다. 꾸밈이나 차림, 성정체성이나 생각을 드러내는 일 등으로 나타날 수 있다.

## 성별과 사회

### 성차별, 성평등, 성 불평등
성차별(sexism, gender discrimination)은 성별이 다르다는 이유로 사람을 차별하는 일이나 선입견을 말한다. 생물학적 성별에 기반하든, 젠더에 기반하든 차별이 이뤄질 수 있다. 특정한 성별을 가진 사람에 대한 성차별, 성역할 고정관념에 맞지 않는다고 여겨진 사람에 대한 성차별, 생물학적 성별과 사회적 성이 일치하는지 여부에 따른 차별이 있을 수 있다.
성평등은 생물학적 성별이나 젠더에 관계 없이 대우와 기회가 평등한 것을 말한다.
성 불평등은 반대로 생물학적 성별이나 젠더에 따라 대우와 기회, 성취가 불평등한 상태를 말한다.
젠더폭력은 젠더에 기반한 권력 관계에서 빚어진 폭력을 말한다.

### 성별격리

많은 공중화장실은 성별격리를 하여 남자화장실과 여자화장실을 구분한다.

성별격리는 사람을 성별에 따라 가급적 섞여 모이지 않도록 나누는 것이다. 보통은 생물학적 성별을 기준으로 실시되지만, 젠더를 기준으로 격리가 이뤄지는 경우도 있다. 필요한 경우가 아니라면, 성별격리를 하는 것 자체가 논란이 될 수 있다.
단성교육이 좋은지 혼성교육이 좋은지등은 논쟁거리이다. 또한 격리가 필요한 경우, 그 기준을 섹스에 둘지 젠더에 둘지 등 도 논쟁거리이다.

### 성 지정
성 지정은 신생아의 성별을 판단해 생물학적 성별을 지정하고, 어떻게 기를지 정하는 것을 말한다. 성분화 이상을 가진 아이의 경우 성 지정이 복잡할 수 있다.
강제적인 교정 수술은 성별 불쾌감을 유발하거나 재생산권의 침해를 유발할 수 있기 때문에 논란이 되고 있다.

### 법적 성별
대부분의 사회에서 법적 성별로서 남성과 여성 양성을 인정하고 있으나, 중성이나 남녀 양쪽에 속하지 않는 성을 법적으로 인정하는 국가나 지역도 있다.
서울가정법원 1992. 11. 20. 자 92브80 판례는 간성으로 태어났으나 부모가 성별에 대한 진찰 없이 여성으로 신고했지만, 성장한 외관상 성염색체와 같이 남성으로 보이고, 성 정체성도 남성이지만 성기의 모양은 구별하기 어려운 신청인의 법적 성별을 남성으로 보아 성별 정정을 수리했다.
트랜스젠더의 성별 정정은 국가나 지역에 따라 기준이 다르며, 성별 정정을 인정하지 않는 경우도 있다. 대한민국에서는 성전환 수술을 요구하고 있지만, 성별 정정을 불허하는 기준이 존재해 논란이 되고 있다.
남녀 양성에 속하지 않는 비이분법 성별을 법적으로 인정하는 국가나 지역도 있으며, 인정하는 기준은 다양하다.

## 트랜스젠더
트랜스젠더는 젠더 표현이나 성 정체성이 지정된 성별이나 생물학적 성별과 일치하지 않는다. 성 정체성이 지정된 성과 불일치하여 불쾌감을 느끼는 증상을 성별 불쾌감이라고 한다.
성전환증(性轉換症)은 성 정체성이 지정된 성별과 달라 생활하는 젠더나 성징을 전환하는 것을 원하는 상태이다. 그런 사람을 성전환자라고 한다. 성전환자들은 성전환 치료나 성전환 수술을 받는 경우가 많다. 성별 불쾌감이나 성전환증의 원인은 아직 명확히 규명되지 않았다.

## 성전환

### 생물의 성전환
자웅이숙은 생물의 생식 기능이 서로 다른 시기에 나타나는 자웅동체의 일종이다. 흰동가리와 감성돔은 수컷이 암컷이 되는 웅성선숙의 생물이다.

### 트랜스젠더의 성전환
성전환 과정(gender transitioning)은 사람의 젠더 표현이나 성징을 원하는 성별에 맞게 변화시키는 과정이다. 성징에 불쾌감을 느끼거나, 젠더 표현을 전환시키는 것이 어렵다면 성전환 치료를 받아 의료적인 도움을 받아 성징을 젠더에 일치시킨다.
호르몬 치료나 성전환 수술이 시행될 수 있다. 호르몬 치료를 위해 성 정체성에 맞는 호르몬을 투여하거나, 기존에 분비되던 성 호르몬을 억제하는 치료를 한다.
성전환 수술은 외과적으로 성징을 전환시키는 수술로, 크게는 성기를 재구성하는 수술부터 유방의 수술이나 얼굴의 수술 등이 있다. 1930년에 릴리 엘베에게 처음 시행되었다. 호르몬 치료는 생식능력의 손상을 부를 수 있으며, 특히 성기의 성전환 수술은 돌이킬 수 없는 결과를 초래하기 때문에 주의가 필요하다. 몇몇 트랜스젠더는 정자나 난자를 냉동보존하는 등, 생식능력을 보존하는 조치를 취하기도 한다.
아직 성전환 수술을 통해 반대 성별의 생식 능력은 가질 수 없으나, 음경이나 질 등 성 정체성에 맞는 몸을 가질 수 있게 된다. 

## 성차
여성과 남성의 주로 선천적인 차이를 성차라고 한다. 성 염색체의 차이, 외부 성기와 내부 성기의 차이, 호르몬의 차이에 의해 성차가 나타날 수 있다. 또한 사회적 경험의 차이가 뇌에 각인을 남길 수 있다고 제안되었다.